# Alistana-sanabresa
La alistana-sanabresa es una raza vacuna española autóctona de Castilla y León. Recibe su nombre de las comarcas zamoranas que ocupó en su origen, Aliste y Sanabria.
Está incluida en el Catálogo Oficial de Razas de Ganado de España del Ministerio de Agricultura, Pesca y Alimentación, y catalogada como raza en peligro de extinción.

## Características
Con origen en el tronco cántabro, la raza se constituye de ejemplares armónicos de color castaño, bociclaros y ojo de perdiz. Originalmente se localizaban en las comarcas de Aliste y Sanabria, de las que toma el nombre, aunque en la actualidad se distribuyen por las provincias de Segovia, Burgos, León y Palencia, así como en Guipúzcoa (País Vasco), y su explotación es exclusiva para la producción de carne.